# Pontinia
Pontinia es una localidad italiana de la provincia de Latina, región de Lazio, con 15 015 habitantes.

## Evolución demográfica
| Gráfica de evolución demográfica de Pontinia entre 1861 y 2001 |
|                                                                |
| Fuente ISTAT - elaboración gráfica de Wikipedia                |

## Ciudades hermanadas
- Utena